# Wang Wenjiao
Wang Wenjiao (chinesisch 王文教; * 22. November 1933 in Indonesien; † 25. Dezember 2022 in Peking ) war ein chinesischer Badmintonspieler und -trainer.

## Karriere
Wang Wenjiao wurde 1957 chinesischer Vizemeister. Bei den chinesischen Nationalspielen 1959 gewann er sowohl die Herreneinzel- als auch die Herrendoppelkonkurrenz. 1962 wechselte er ins Trainerlager und arbeitete sich in der Folgezeit bis zum Herren-Nationaltrainer hoch. Unter seiner Leitung gewann das chinesische Herrenteam unter anderem den Thomas Cup, die Asienspiele und in den Einzeldisziplinen den Weltcup.